# Mimusops balata
Mimusops balata är en tvåhjärtbladig växtart som först beskrevs av Jean Baptiste Christophe Fusée Aublet, och fick sitt nu gällande namn av Carl Friedrich von Gärtner. Mimusops balata ingår i släktet Mimusops och familjen Sapotaceae. Inga underarter finns listade i Catalogue of Life.

## Bildgalleri

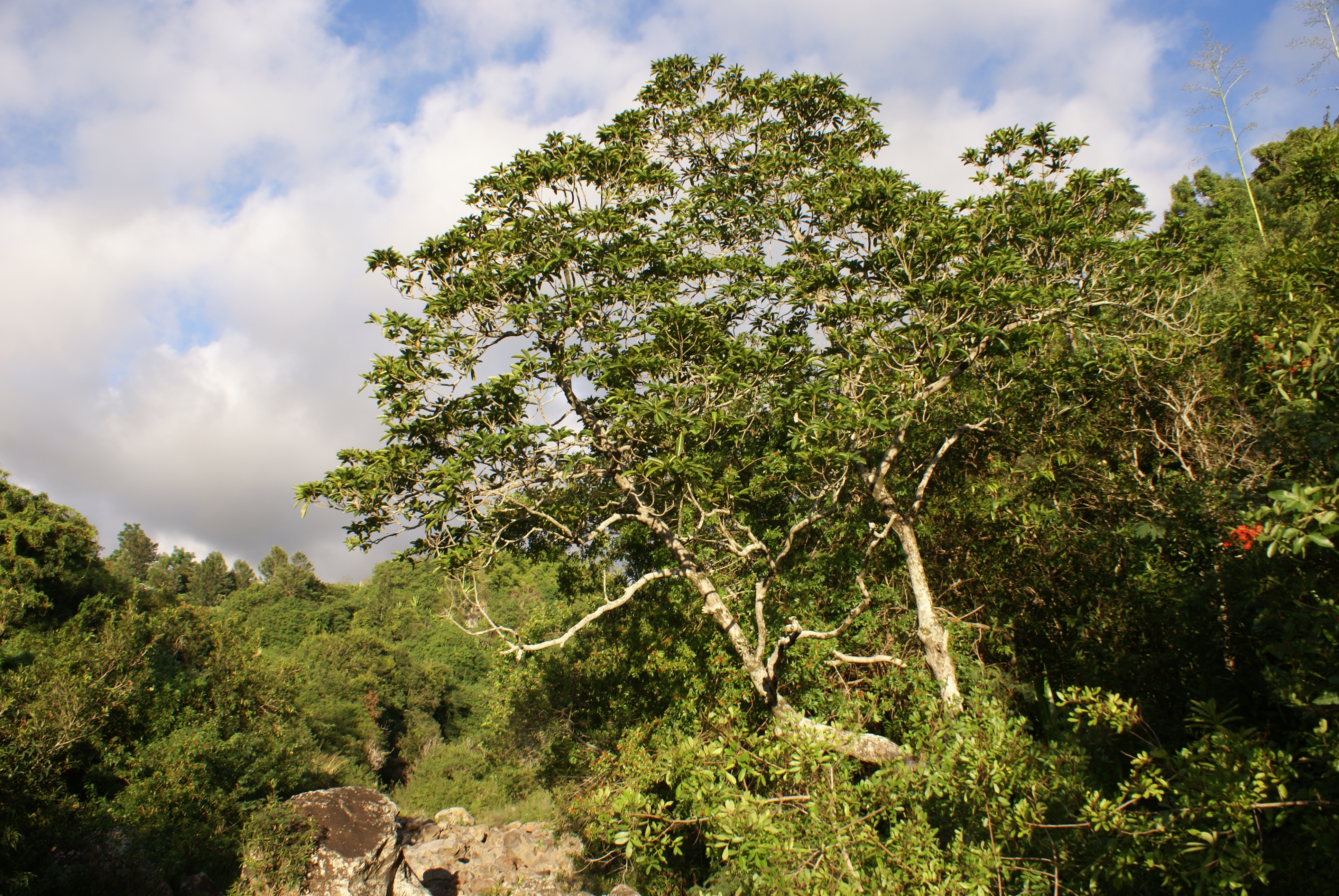
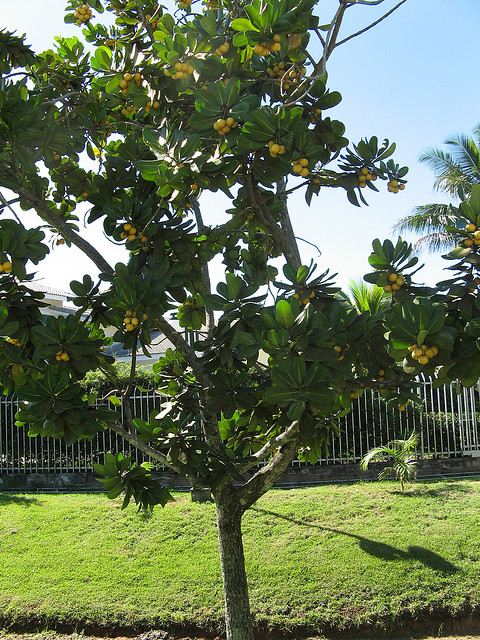
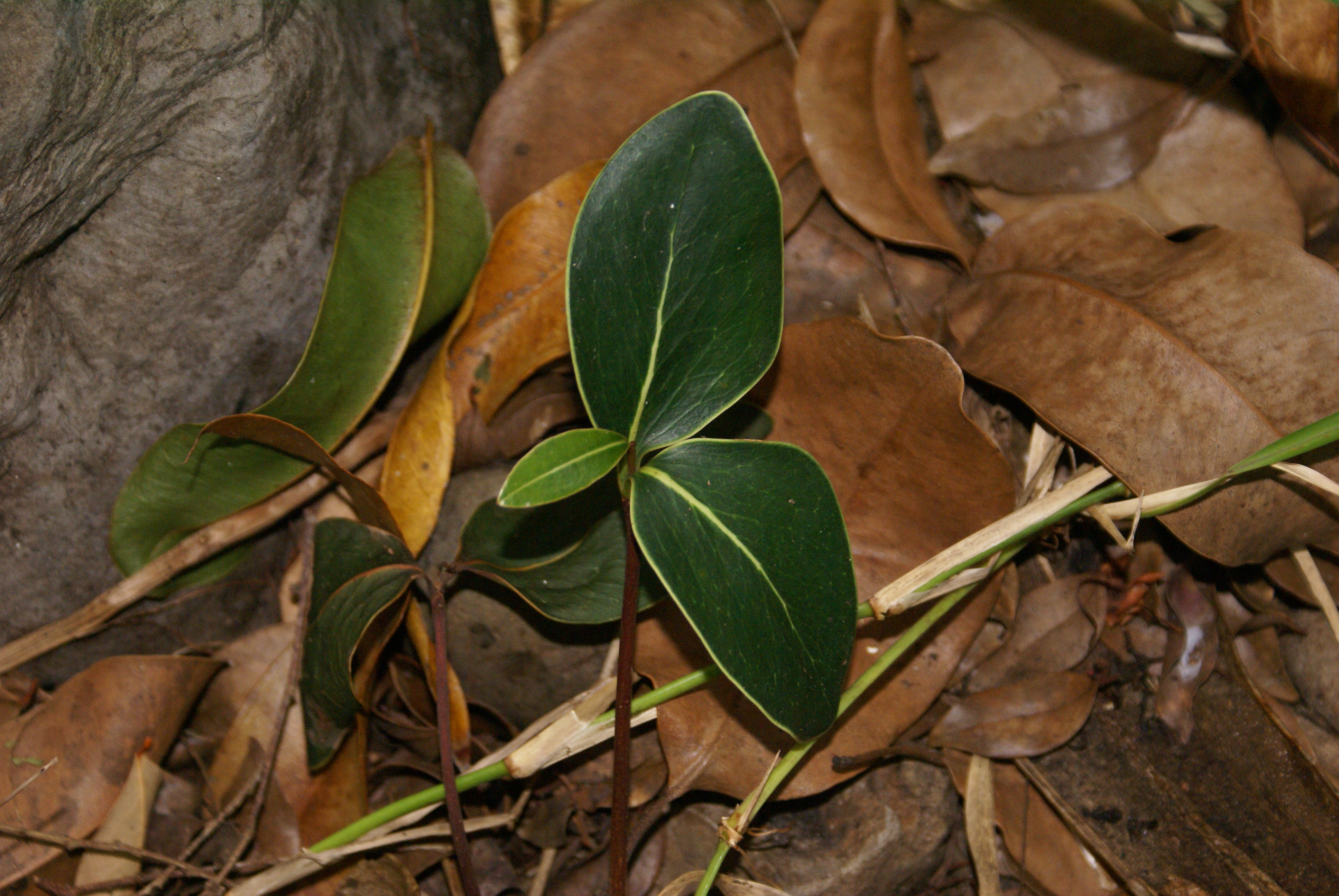
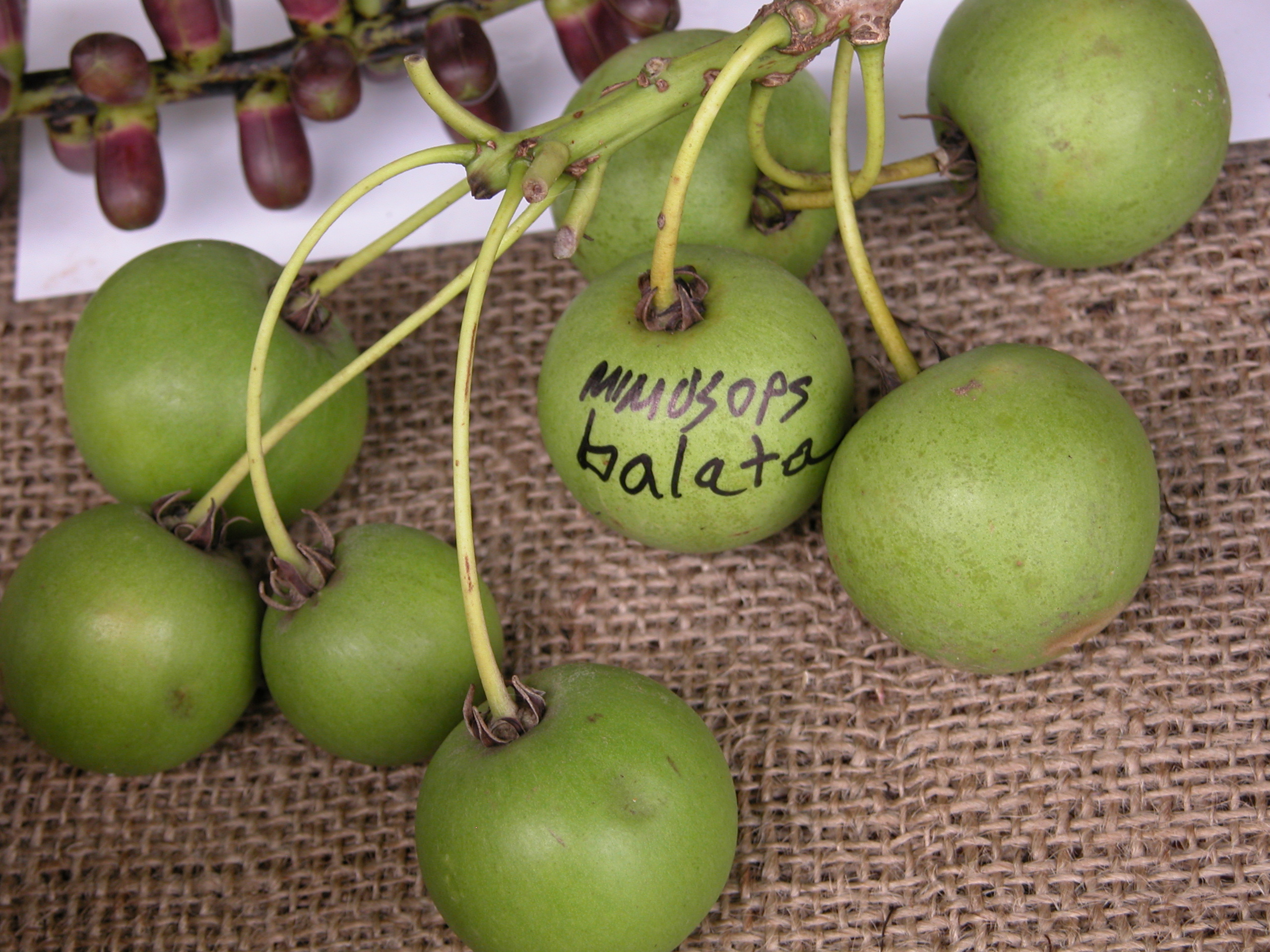
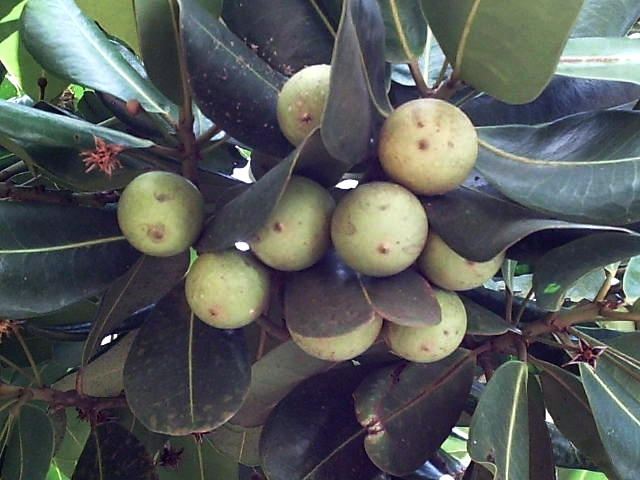